# Балымово
Балымово (в старину также Болымово) — деревня в Брасовском районе Брянской области, в составе Добриковского сельского поселения.
Расположена в 5 км к северо-востоку от села Добрик. Население — 6 человек (на 2010 год).

## История
Упоминается с XVII века, первоначально — в составе Самовской волости Карачевского уезда. В 1778—1782 годах входила в Луганский уезд; с 1782 по 1928 год — в Дмитровском уезде Орловской губернии (с 1861 года — в составе Хотеевской волости, с 1923 года в Глодневской волости).
В XIX веке — владение Карташевых, Суходоновых, Александровых и других (сельцо). Состояла в приходе села Кретова.
С 1929 года в Брасовском районе. С 1920-х по 2005 год — в составе Хотеевского сельсовета.
| Год              | 1858 | 1866 | 1893 | 1926 | 1979 | 1989 | 2002 | 2010 |
| ---------------- | ---- | ---- | ---- | ---- | ---- | ---- | ---- | ---- |
| Население (чел.) | 337  | 364  | 438  | 522  | 125  | 60   | 25   | 6    |